# Moncoutant
Moncoutant ist eine Commune déléguée in der französischen Gemeinde Moncoutant-sur-Sèvre im Département Deux-Sèvres in der Region Nouvelle-Aquitaine. Sie hat 3223 Einwohner (Stand 1. Januar 2022).
Die Einwohner von Moncoutant werden Moncoutantais genannt. Der Name Moncoutant leitet sich ab vom mons Constantinus (Berg Konstantins), zu Ehren des römischen Kaisers Konstantin des Großen.

## Geographie
Moncoutant liegt an der Sèvre Nantaise im Norden des Département Deux-Sèvres, 50 Kilometer nördlich von Niort und 15 Kilometer westlich von Bressuire. Die Commune déléguée liegt in einem Bocage-Gebiet, das heißt einer Landschaft, die von jahrtausendealten hohen Hecken als Flurbegrenzung geprägt ist.

## Geschichte
Die Besiedlung der Region um Moncoutant ist seit der Jungsteinzeit nachgewiesen. 
Während der Reformation traten viele Einwohner zum Protestantismus über. Noch heute besteht eine starke protestantische Gemeinde in der Stadt.
Vom 18. bis zum Ende des 19. Jahrhunderts entwickelte sich eine bedeutende Textilindustrie in Moncoutant. Am Ufer der Sèvre Nantaise wurden Mühlen errichtet, um die Wolle zu waschen. Später wurden die Mühlen genutzt, um Getreide zu mahlen.
An der Wende zum 20. Jahrhundert erhielt Moncoutant einen Eisenbahnanschluss an der Linie Bressuire-Niort. Diese Verbindung existiert allerdings heute nicht mehr.
Während des Zweiten Weltkriegs bestand eine Widerstandsgruppe in der Stadt. Fünf Einwohner des Ortes starben im Widerstand. 
Die Gemeinde Moncoutant wurde am 1. Januar 2019 mit La Chapelle-Saint-Étienne, Le Breuil-Bernard, Moutiers-sous-Chantemerle, Pugny und Saint-Jouin-de-Milly zur Commune nouvelle Moncoutant-sur-Sèvre zusammengeschlossen. Sie hat seither den Status einer Commune déléguée.
| Jahr      | 1952  | 1962  | 1968  | 1975  | 1982  | 1990  | 1999  | 2006  | 2015  |
| --------- | ----- | ----- | ----- | ----- | ----- | ----- | ----- | ----- | ----- |
| Einwohner | 2.405 | 2.538 | 2.598 | 2.803 | 2.981 | 3.102 | 2.985 | 2.983 | 3.161 |

## Sehenswürdigkeiten
Die Kirche der Stadt wurde von 1865 bis 1867 restauriert. Sie weist Elemente der Romanik und der Gotik auf.

## Wirtschaft
Moncoutant ist überwiegend von der Landwirtschaft geprägt, allerdings sind in der Innenstadt auch einige Industriebetriebe angesiedelt. Mit der Eröffnung des Erholungsgebietes Pescalis 2001 wurde die Gemeinde auch für den Tourismus erschlossen.

## Gemeindepartnerschaften
Moncoutant unterhält mit vier Gemeinden Partnerschaften:
- seit 1994 mit El Tiemblo in der Autonomen Region Kastilien-León (Spanien)
- seit 1999 mit New Ross im County Wexford (Irland)
- seit 2003 mit Vohenstrauß in Bayern (Deutschland)
- seit 2010 mit Stribro in Böhmen (Tschechien)